# Capella del Mas Balcells
La Capella del Mas Balcells és una obra historicista de les Borges Blanques (Garrigues) inclosa a l'Inventari del Patrimoni Arquitectònic de Catalunya.

## Descripció
Capella dedicada a la sagrada família. Consta d'una nau única, rectangular de reduïdes dimensions i coberta a dues aigües. A l'interior hi ha una falsa cúpula amb nervis que reposen sobre petites mènsules historiades i la clau central. Tant la façana principal com la interior han estat modificades per adaptar-se als nous usos agrícoles; així a la façana s'ha substituït, per exemple, una porta possiblement constituïda per una arcada, per una de garatge convencional metàl·lica.
Es conserva, però, l'amplia cornissa apuntada, un òcul a la zona superior o bé una finestra allargada sota l'òcul protegida per una mena de guardapols que reposa sobre mènsules i ressegueix el perfil de l'obertura. Aquestes mènsules estan decorades amb motius esculpits de querubins i ocells enmig de vegetació. A l'interior s'hi ha col·locat un trèvol que impedeix veure de la cúpula, a la que hi accedim per la part superior de l'edifici, on s'hi ha obert una porta. A la paret lateral, resten cegats dos finestrals similars al de la façana principal.

## Història
Antigament també era coneguda com la capella dels Rocallaura, perquè van ser ciutadans de la localitat uns dels primers en treballar la terra on està situat el conjunt. L'accés original es feia pujant dues escales, avui inexistents.
En temps de la guerra civil (1936- 1939) es van treure les imatges i ja no s'hi han reubicat mai més. Les parets estan enguixades però encara avui conserven dibuixos i petites anotacions fetes per soldats.